# Tårnene i Maury-skoven
Tårnene i Maury-skoven (fransk: Les Tours de Bois-Maury) er en historisk tegneserie, der oprindelig er skrevet af Hermann Huppen, som har tegnet hele serien. Nogle af de sidste album er skrevet af hans søn Yves Huppen.
Serien foregår i det 11. århundrede og følger den jordløse ridder Aymar af Maury-skoven, der drømmer om at genvinde sit slot og familiens ejedom. På sin færd har han selskab af sin tro væbner Olivier.
| Tårnene i Maury-skoven – oversigt |                |                |                    |                                      |              |                  |                                      |
| Forfatter(e)                      | Originaludgave | Originaludgave | Originaludgave     | Dansk udgave                         | Dansk udgave | Dansk udgave     | Dansk udgave                         |
| Forfatter(e)                      | Nr.            | År             | Titel              | Serie                                | Nr.          | Titel            | Bog                                  |
| Hermann                           | 1              | 1984           | Babette            | Tårnene i Maury-skoven               | 1            | Babette          | Tårnene i Maury-Skoven samlet bind 1 |
| Hermann                           | 2              | 1985           | Eloïse de Montgri  | Tårnene i Maury-skoven               | 2            | Eloise           | Tårnene i Maury-Skoven samlet bind 1 |
| Hermann                           | 3              | 1986           | Germain            | Tårnene i Maury-skoven               | 3            | Germain          | Tårnene i Maury-Skoven samlet bind 1 |
| Hermann                           | 4              | 1987           | Reinhardt          | Tårnene i Maury-skoven               | 4            | Reinhardt        | Tårnene i Maury-Skoven samlet bind 2 |
| Hermann                           | 5              | 1988           | Alda               | Tårnene i Maury-skoven               | 5            | Alda             | Tårnene i Maury-Skoven samlet bind 2 |
| Hermann                           | 6              | 1990           | Sigurd             | Tårnene i Maury-skoven               | 6            | Sigurd           | Tårnene i Maury-Skoven samlet bind 2 |
| Hermann                           | 7              | 1990           | William            | Tårnene i Maury-skoven               | 7            | William          | Tårnene i Maury-Skoven samlet bind 3 |
| Hermann                           | 8              | 1992           | Le seldjouki       | Tårnene i Maury-skoven               | 8            | Sandjar          | Tårnene i Maury-Skoven samlet bind 3 |
| Hermann                           | 9              | 1993           | Khaled             | Tårnene i Maury-skoven               | 9            | Khaled           | Tårnene i Maury-Skoven samlet bind 3 |
| Hermann                           | 10             | 1994           | Olivier            | Tårnene i Maury-skoven               | 10           | Olivier          | Tårnene i Maury-Skoven samlet bind 3 |
| Hermann                           |                | 2021           | L'homme à la hache | Tårnene i Maury-skoven               | 9b           | Manden med øksen |                                      |
| Hermann                           | 11             | 1998           | Assunta            | Tårnene i Maury-skoven slægtskrønike | 1            | Assunta          |                                      |
| H. & Yves H                       | 12             | 2001           | Rodrigo            | Tårnene i Maury-skoven slægtskrønike | 2            | Rodrigo          |                                      |
| Yves H                            | 13             | 2006           | Dulle Griet        | Tårnene i Maury-skoven slægtskrønike | 3            | Dulle Griet      |                                      |
| H. & Yves H                       | 14             | 2009           | Vassya             | Tårnene i Maury-skoven slægtskrønike | 4            | Vasja            |                                      |
| H. & Yves H                       | 15             | 2012           | Œil de ciel        | Tårnene i Maury-skoven slægtskrønike | 5            | Olazabal         |                                      |